# Martijn Verbrugge
Martijn Verbrugge (14 oktober 1958 - 11 november 2004) was een Nederlands aids-activist.
Sinds 1991 wist hij dat hij zelf hiv-positief was. Hij was persvoorlichter bij het Ministerie van Defensie, maar raakte arbeidsongeschikt. Hij werd vrijwilliger bij de Hiv Vereniging.
Al snel werd hij bestuurslid.
Vanaf 1999 was hij voorzitter van de Hiv Vereniging. Al zijn energie en talenten zette hij in voor een betere aanpak van hiv en aids. Hij maakte de Hiv Vereniging tot een gerespecteerde belangenbehartiger en wist, dankzij zijn goede contacten met de overheid, media en farmacie, veel te bereiken.
In 1996 speelde hij een cruciale rol bij het vervroegd beschikbaar komen van de combinatietherapie. Dat werd een omslag voor mensen met hiv. Er kwam weer uitzicht op een redelijk normaal leven, weliswaar een leven met een chronische ziekte. De nieuwe missie werd: een strijd voor Leven met hiv, in plaats van stervensbegeleiding en leven met de dood. 
In het verlengde hiervan maakte hij zich sterk voor de verzekerbaarheid van mensen met hiv. Vlak voor zijn dood werd dit bekroond. 
Hij maakte zich kwaad over de strafrechtelijke vervolging van mensen met hiv die onbeschermde seks hadden gehad. Dit was in tegenspraak met het preventiebeleid van het Ministerie van VWS wat uitgaat van de gezamenlijke verantwoordelijkheid van beide sekspartners.
In 2001 maakte hij het mogelijk om via de Hiv Vereniging een snelle hiv-test te ondergaan, waarbij de uitslag binnen een uur beschikbaar is.
In hetzelfde jaar hield hij een lezing in de Mozes- en Aäronkerk in Amsterdam. Hier ontvouwde hij zijn lijfspreuk, ontleend aan Baruch Spinoza:
De werkelijk vrije mens bepeinst niet de dood, hij bepeinst het leven.
De resultaten van zijn strijd kwamen voor hemzelf te laat. Doordat hij in het begin van zijn ziekte behandeld was met monotherapie, werd zijn virus resistent en had de combinatietherapie slechts tijdelijk effect. Op 11 november 2004 overleed hij in het AMC in Amsterdam. Hij werd begraven op 'Zorgvlied'.